# Aage Langeland-Mathiesen
Henrik Aage Langeland-Mathiesen (født 22. maj 1868 i Aarhus, død 19. juni 1933 i Liseleje) var en dansk arkitekt, hvis værker i skønvirke og nybarok udført sammen med Ulrik Plesner var toneangivende i dansk arkitektur omkring 1910.

## Uddannelse
Langeland-Mathiesen var søn af bygningsinspektør i Københavns Kommune Rasmus Langeland Mathiesen og Elisa Petrea Kabell. Han blev tømrersvend og kom i murerlære, blev dimitteret fra Teknisk Skole og blev optaget på Kunstakademiets Arkitektskole oktober 1884. Han tog afgang januar 1895 og var undervejs konduktør hos H.B. Storck og Axel Berg. Han modtog Akademiets rejsestipendium 1897 og gennemkrydsede Europa. Samme år vandt han Neuhausens Præmie for planer og opstilling af model af Københavns tredje rådhus fra 1728.

## Karriere
Han var medarbejder hos Valdemar Koch ved opmålingen af danske middelalderlige kirker 1894 og 1898, og opmålingsarbejdet fulgte Langeland-Mathiesen hele livet. Han udførte flere hundrede opmålinger; blandt andet som medarbejder ved Nationalmuseets 2. afdeling i femten år fra 1889 til 1908 (bl.a. undersøgelse af resterne af det ældste Holbæk Slot (1896).
Samtidig drev han selvstændig tegnestue, men var i de første år ofte involveret i et partnerskab med Ulrik Plesner. I sine selvstændige værker demonstrerer Langeland-Mathiesen ofte en evne til at kombinere meget moderne byggeteknikker og bekvemmeligheder med meget gamle motiver hentet fra dansk middelalder og renæssance. Kompagniskabet med Plesner gør det svært at vurdere hans selvstændige indsats i visse værker, men hans andre værker, udført på egen hånd, viser en mere svingende stilistisk tendens end den, som Plesner stod for. Med Glacisgaarden (1904, fredet) tegnede han et værk, som er modelleret over motiver i jugendstil fra Centraleuropa, men de fleste af hans bygningsværker fremstår i en blanding af nationalromantik og skønvirke. I 1910'erne bevægede han sig i retning af nybarokken.
Langeland-Mathiesen udnyttede sin frie position til at kaste sig over mange forskellige aktiviteter. Han var arkivar i Det kgl. københavnske Skydeselskab og danske Broderskab.
Han havde en omfattende rejseaktivitet og var Jorden rundt ti gange, og på sine rejser kastede han sig over akvarelmaleriet, og han blev en eminent akvarelmaler. Han udstillede sine arbejder på Charlottenborg Forårsudstilling i perioden 1897-1903 og på 18. November Udstillingen 1927 og 1930. Nogle af værkerne blev købt af kongehuset.
Han var optaget af tidens nye transportformer, og han blev 1. vicepræsident i Forenede Danske Motorejere (FDM) 1909-19 og formand for motorcykelklubben Elleham. Men i 1922 blev han alvorligt skadet ved et trafikuheld, og han opgav derfor arkitekturen og helligede sig dels maleriet, dels et bogprojekt om Det kgl. københavnske Skydeselskab og danske Broderskab 1334-1934, som forelå næsten færdigt ved hans død i 1933.
Han var Ridder af Dannebrogordenen og Ridder af Vasaordenen.

## Familieforhold
Han blev gift første gang den 5. november 1890 i København med Mathilde Amalie Westergaard (født 21. oktober 1868 i København, død 10. oktober 1945 på Frederiksberg), datter af musiker Niels Christian Westergaard og Alvilda Vilhelmine Eline Petersen. Ægteskabet blev opløst, og han giftede sig atter den 2. juni 1926 i København med Erna Christine Østberg (født 9. september 1886 i København, ?), datter af ølhandler Johan Frederik Vilhelm Østberg og Henriette Marie Nielsen.
Han var efterkommer af Rasmus Langeland, hvis navn han også tog, og er begravet på Frederiksberg Ældre Kirkegård.

## Værker
- Dannemare Kirke (1897)
- Hjørnet af Nygade og Gammeltorv, København (1898)
- Kongegaarden, Korsør (1902)
- Blågårds Plads 12, København (1902)
- Skt. Jørgensborg, København (1903)
- Vodroffshus, Frederiksberg (1908)
- Enghavevej 67-69, København (1918)
- Enghave Passage, København (1918)
- Laboratorium Ellehammer, Hellerup (1920)

- Kapel på Faaborg gamle Kirkegård (1896)
- Dannemare Kirke (1896-97)
- Gammeltorv 2/Nygade 6, København (1898, vinduer ændret)
- Præstebolig på Klosternakken, Præstø (1898)
- Byggeforening »Enigheden«, Brønshøjholms Alle, Risvangen og Enigheds Alle, Brønshøj (1899)
- Byggeforening »Frem«, Frem 1A-50, Lyngby (1900)
- Ombygning af hjørneejendommen Nørregade 6/Dyrkøb, København (1900)
- Blågårds Plads 2-6 og 8-12, København (1902)
- Skt. Jørgensborg, Trommesalen 5-7/Gammel Kongevej 1, København (1902-03)
- Baghuset Absalonsgade 28, København (1903)
- Hjørneejendommen Brøndsteds Allé 5-7/Halls Allé (1903)
- Glacisgaarden, Østbanegade 11/Trondhjems Plads, København (1903-04, fredet)
- Villa Ørehøj, Søndre Strandvej 40, Helsingør (1905)
- Abel Cathrines Gade 18/Istedgade 19/Lille Istedgade 1, København (1906)
- Frederiksholms Kanal 2/Vandkunsten 1, København (1906)
- Lægebolig, Loka, Västmanland, Sverige (1907)
- Konstruktør Poulsens villa på Mølholm ved Vejle (1907)
- Store Strandstræde 19-21, København (1907-08, fredet)
- Apotek, Havnegade 9, Frederikssund (1908, nu supermarked)
- Ombygning af hjørneejendommen Frederiksborggade 18/Nørre Voldgade 19, København (1912, senere ombygget igen)
- Sparekassen for Præstø By og Omegn, Adelgade 91, Præstø (1912, ombygget til kontorer)
- Laboratorium Ellehammer, Kildegårdsvej 18-20, Hellerup (1919-20, totalt ombygget 2008, indgangsport og stakit nedrevet, vinduer udskiftet)

### Sammen med Ulrik Plesner
- Vodroffslund, Vodroffsvej 37-43/Danas Plads 11-13 og 10-20/Carl Plougs Vej 8/Vodroffslund 1-3, Frederiksberg (1906-09)
- Vodroffshus, Danas Plads 22-24 (hovedejendommen) samt sidebygningerne, Svend Trøsts Vej 12 og Carl Plougs Vej 7, Frederiksberg (1908, ornamentik af Thorvald Bindesbøll)
- Studenterforeningens tidligere hus, H.C. Andersens Boulevard 6, København (1909, totalt ombygget)
- Ringkøbing Kommuneskole (1910, udvidet senere)
- Kvindelig Læseforenings tidligere bygning, Gammel Mønt 1 (1910, nu en del af det Berlingske kompleks)
- Beboelsesejendom, Sønder Boulevard 106-108, Enghavevej 67-69, Stenderupgade 6-10, Enghave Passage 1-6 (1918)
- Ingerslevsgade (1918)
- Ingerslevsgade, Sigerstedgade, Sdr. Boulevard (1919)
- Smyrnavej 9-13, Grækenlandsvej 40-46 (1922)

### Projekter
- Islands Brygge (sammen med Ulrik Plesner, 1907)
- Gadeplaner i København (3. præmie 1909, sammen med Ulrik Plesner, ingeniør Frandsen og landskabsgartner A. Hansen)

### Restaureringsarbejder
- Kongegården (Rasmus Langelands Gård), Algade 25, Korsør (1901-02)
- Steensgård ved Faaborg, Svanninge Sogn (o. 1903)
- Portal af Nicodemus Tessin den yngre på Clausholm ved Randers (1918-19)
- Ombygning af flere gamle byhuse i København

### Skriftlige arbejder
- Artikler i: Architekten, Fra Arkiv og Museum 1899-1902, Aarbog for Nordisk Oldkyndighed og Historie
- Det kgl. københavnske Skydeselskab og danske Broderskab 1334-1934, 1934.